# Sekrety i kłamstwa
Sekrety i kłamstwa (Secrets & Lies) – brytyjsko-francuski film fabularny w reżyserii Mike’a Leigha z 1996 roku.

## Fabuła
Film opowiada historię czarnoskórej lekarki Hortensji Cumberbatch, tropiącej historię rodziny i odkrywającej, że jej biologiczną matką jest biała kobieta z klasy robotniczej, Cynthia Rose Purley.
Jako niepełnoletnia angielska dziewczyna Cynthia zaszła w ciążę z czarnoskórym mężczyzną. Dziecko zostało oddane do adopcji jeszcze w szpitalu i od tego czasu rodzina udaje, że fakt ten nigdy się nie wydarzył. Cynthia ukrywa to później, również przed swoją dorosłą córką, którą samotnie wychowuje. Jej brat, fotograf Maurice Purley, żyje w pozornie szczęśliwym małżeństwie, które jednak przenika głęboki kryzys spowodowany ukrywaną przed światem i rodziną niepłodnością żony. Zmowę milczenia i kłamstwa przerywa pojawienie się Hortensji.

## Obsada
- Brenda Blethyn – Cynthia Rose Purley
- Timothy Spall – Maurice Purley
- Marianne Jean-Baptiste – Hortense Cumberbatch
- Claire Rushbrook – Roxanne Purley
- Phyllis Logan – Monica Purley

## Produkcja
Choć Leigh jest wymieniony jako autor scenariusza, większość scen w rzeczywistości została zaimprowizowana: Leigh opowiedział każdemu z aktorów o ich roli i pozwolił, by stworzyli własne kwestie.
Sekrety i kłamstwa został częściowo sfilmowany w Whitehouse Way, Southgate (Londyn).
Wzruszającą scenę w barze, w której Cynthia uświadamia sobie, że naprawdę jest matką Hortensji, sfilmowano w jednym nieprzerwanym ujęciu trwającym prawie 8 minut.

## Nagrody
Film spotkał się z niezwykle entuzjastycznym przyjęciem krytyki. Na stronie Rotten Tomatoes, która zbiera recenzje filmów uzyskał 93% pozytywnego przyjęcia, przy średniej wynoszącej 8,7, czyli przewyższając oceny większości filmów.
Obraz uzyskał pięć nominacji do Oscara w kategoriach: Najlepszy Film, Najlepsza Aktorka Pierwszoplanowa (Brenda Blethyn), Najlepsza Aktorka Drugoplanowa (Marianne Jean-Baptiste), Najlepszy Reżyser oraz Najlepszy Scenariusz Oryginalny.
Na 49. MFF w Cannes film zdobył Złotą Palmę, Nagrodę FIPRESCI oraz nagrodę dla najlepszej aktorki (Brenda Blethyn). Blethyn otrzymała również Złoty Glob i Nagrodę Brytyjskiej Akademii Filmowej dla najlepszej aktorki. Sekrety i kłamstwa otrzymały też Złotą Żabę na Festiwalu Camerimage w 1996.